# Diecezja Saint-Claude
Diecezja Saint-Claude – diecezja Kościoła rzymskokatolickiego we wschodniej Francji, w metropolii Besançon. Została ustanowiona w 1742 roku, na mocy bulli papieża Benedykta XIV. W 1801 uległa likwidacji, lecz już w 1822 została przywrócona. Jej granice odpowiadają świeckiemu departamentowi Jura.